# Dichasianthus subtilissimus
Dichasianthus subtilissimus là một loài thực vật có hoa trong họ Cải. Loài này được (Popov) Ovcz. & Yunusov mô tả khoa học đầu tiên năm 1978.